# Saint-Germain-lès-Senailly
Saint-Germain-lès-Senailly è un comune francese di 96 abitanti situato nel dipartimento della Côte-d'Or nella regione della Borgogna-Franca Contea.

## Società

### Evoluzione demografica
Abitanti censiti